# Вулсток (Айова)
Вулсток (англ. Woolstock) — місто (англ. city) в США, в окрузі Райт штату Айова. Населення — 144 особи (2020).

## Географія
Вулсток розташований за координатами 42°33′53″ пн. ш. 93°50′36″ зх. д. / 42.56472° пн. ш. 93.84333° зх. д. (42.564776, -93.843260).  За даними Бюро перепису населення США в 2010 році місто мало площу 2,75 км², уся площа — суходіл.

### Клімат
| Клімат : Вулсток        | Клімат : Вулсток | Клімат : Вулсток | Клімат : Вулсток | Клімат : Вулсток | Клімат : Вулсток | Клімат : Вулсток | Клімат : Вулсток | Клімат : Вулсток | Клімат : Вулсток | Клімат : Вулсток | Клімат : Вулсток | Клімат : Вулсток | Клімат : Вулсток |
| Показник                | Січ.             | Лют.             | Бер.             | Квіт.            | Трав.            | Черв.            | Лип.             | Серп.            | Вер.             | Жовт.            | Лист.            | Груд.            | Рік              |
| Абсолютний максимум, °C | 22,2             | 22,2             | 31,7             | 36,1             | 41,7             | 41,7             | 42,8             | 42,8             | 39,4             | 35,6             | 27,2             | 20,0             | 33,9             |
| Середній максимум, °C   | −2,8             | 0,6              | 7,2              | 15,6             | 21,7             | 26,7             | 28,9             | 27,8             | 23,9             | 16,7             | 7,8              | −1,1             | 14,5             |
| Середній мінімум, °C    | −13,3            | −11,1            | −4,4             | 1,7              | 8,3              | 14,4             | 16,7             | 15,0             | 9,4              | 2,8              | −3,9             | −11,1            | 2,1              |
| Абсолютний мінімум, °C  | −36,1            | −36,7            | −33,9            | −15,6            | −8,3             | 0,6              | 3,9              | 1,1              | −6,7             | −22,2            | −26,7            | −33,3            | −33,3            |
| Норма опадів, мм        | 19               | 24               | 51               | 86               | 117              | 144              | 128              | 117              | 82               | 64               | 47               | 31               | 910              |
| ----------------------- | ---------------- | ---------------- | ---------------- | ---------------- | ---------------- | ---------------- | ---------------- | ---------------- | ---------------- | ---------------- | ---------------- | ---------------- | ---------------- |
| Джерело: Weatherbase    |                  |                  |                  |                  |                  |                  |                  |                  |                  |                  |                  |                  |                  |

## Демографія
Згідно з переписом 2010 року, у місті мешкало 168 осіб у 85 домогосподарствах у складі 44 родин. Густота населення становила 61 особа/км².  Було 100 помешкань (36/км²).
Расовий склад населення:
| - 96,4 % — білих - 0,6 % — корінних американців - 0,6 % — чорних або афроамериканців |

До двох чи більше рас належало 2,4 %. Частка іспаномовних становила 1,2 % від усіх жителів.
За віковим діапазоном населення розподілялося таким чином: 16,7 % — особи молодші 18 років, 57,1 % — особи у віці 18—64 років, 26,2 % — особи у віці 65 років та старші. Медіана віку мешканця становила 47,0 року. На 100 осіб жіночої статі у місті припадало 112,7 чоловіків;  на 100 жінок у віці від 18 років та старших — 109,0 чоловіків також старших 18 років.
Середній дохід на одне домашнє господарство  становив 49 208 доларів США (медіана — 45 714), а середній дохід на одну сім'ю — 59 706 доларів (медіана — 54 750). Медіана доходів становила 44 375 доларів для чоловіків та 35 313 долари для жінок. За межею бідності перебувало 6,7 % осіб, у тому числі 0,0 % дітей у віці до 18 років та 7,3 % осіб у віці 65 років та старших.
Цивільне працевлаштоване населення становило 102 особи. Основні галузі зайнятості: освіта, охорона здоров'я та соціальна допомога — 31,4 %, роздрібна торгівля — 14,7 %, виробництво — 9,8 %, сільське господарство, лісництво, риболовля — 8,8 %.

## Відомі люди
- Джордж Рівз ( 1914 — 1959) — американський актор.